# Kom ut
Kom Ut var förbundstidning för RFSL, Riksförbundet för homosexuellas, bisexuellas och transpersoners rättigheter 1980-2013.
Tidningen kom från början ut med tio nummer per år, men sedan en nystart 2009, ges endast fyra nummer per år ut. Tidningen säger sig (i januari 2006) ha 7000 prenumeranter och en räckvidd upp till 70 000 läsare. Redaktionen utses av RFSL:s kongress och innefattar förutom chefredaktör Mathilda Piehl (som även är ansvarig utgivare) två anställda: Karin Lenke och Lars Jonsson. Tidigare chefredaktörer är  Marit Östberg, Anna-Maria Sörberg och Greger Eman.
Syftet med tidningen är att utifrån RFSL:s ändamål och målsättningar, självständigt bevaka alla politiska, sociala, medicinska, kulturella och andra områden av särskilt intresse för HBT-personer. Tidningen finns både som papperskopia och som nätupplaga.
Redaktionens främsta uppgift är att övervaka så att kongressens inriktning följs och att målsättningen uppfylls, de har även som uppgift att utvärdera och vara med och planera tidningens innehåll.